# Киргизька Автономна Соціалістична Радянська Республіка (1920—1925)
Киргизька Автономна Соціалістична Радянська Республіка (каз. Қырғыз Автономиялық Социалистік Кеңес Республикасы; рос. Киргизская Автономная Социалистическая Советская Республика) — киргизька національна автономія у складі РРФСР.
Республіканський центр — місто Оренбург.

## Історія
У серпні 1920 з населених киргиз-кайсаками (так тоді називали казахів) Уральської, Тургайської і Семипалатинської областей, північної частини Закаспійської області (Адаївський повіт), Букеївської губернії та південної частини, що залишилася від Оренбурзької губернії, утворили нову автономію у складі РРФСР — Киргизьку АРСР зі столицею в Оренбурзі.
Постановою ВЦВК від 17 січня 1921 з Омської губернії передали Акмолинський, Атбасарський, Кокчетавський і Петропавлівський повіти, які утворили нову Акмолинську губернію.
Постанова ВЦВК від 10 червня 1921 встановила межу між автономною Киргизькою РСР і Сибіром по Омському повіту Омської губернії (станцію Ісількуль залишили на території Киргизької АРСР). Лінія межі пройшла східніше станції Ісількуль по кордону з Петропавлівським повітом, далі, на північ озер Кичи-Карой, Улькун-Карой, урочища Кара-Терек, дотримуючись південних кордонів російських волостей і виходячи на станицю Черлаковську на Іртиші (що залишається в Киргизькій АРСР), причому російські волості Оріхівська, Добровольська, Моїсеївська, Русько-Полянська, Ново-Санжаровська, Черноусовська, Степанівська, Котельниківська включені до складу Киргизької АРСР.
1 жовтня 1921 року 15 волостей Омського повіту Омської губернії передали Киргизькій АРСР.
Постановою ВЦВК від 12 січня 1922 станція Ісількуль (по межі між Сибіром і Киргизькою АРСР по Омському повіту Омської губернії) залишена в межах Сибіру.
На 15 травня 1923 року у склад республіки входили:
- Адаївський повіт безпосередньо республіканського підпорядкування;
- Акмолинська губернія — Акмолинський повіт, Атбасарський повіт, Черлацький повіт, Кокчетавський повіт, Петропавлівський повіт;
- Актюбинська губернія — Акбулацький район, Актюбинський район, Іргизький район, Можаровський район, Теміровський район, Уїльський район;
- Букеївська губернія — Перший Приморський округ, Другий Приморський округ, Коломацький округ, Наримський район, Камишсамарський район, Таловський район, Торгуновський район, Самостійні селища;
- Кустанайська губернія — Адамовський район, Боривський район, Всесвятський район, Денисовський район, Кустанайський район, Семнозерський район, Тургайський район, Федоровський район;
- Оренбурзька губернія — Ілецький район, Ісаєво-Дідівський район, Краснохолмський район, Оренбурзький район, Орський район, Петровський район, Покровський район, Шарлик-Михайлівський район;
- Семипалатинська губернія — Зайсанський район, Кар-Каралинський район, Павлодарський район, Семипалатинський район, Усть-Каменогорський район;
- Уральська губернія — Бухтарминський район, Гур'ївський район, Джанбейтинський район, Калмиковський район, Ілецький район, Уральський район.

Згідно з Постановою ВЦВК від 21 жовтня 1924 року до складу Киргизької АРСР передали Ток-Суранський кантон та Імангуловську волость Зилаїрського кантону, що входили раніше до складу Башкирської АРСР.
У 1924 до складу ввійшли північні частини Джетисуйської, Сирдар'їнської і Самаркандської областей, на території яких утворені Джетисуйська і Сирдар'їнська губернії.
У лютому 1925 в південній частині Приаралля у складі Киргизької АРСР була утворена Кара-Калпацька АО.
У квітні 1925 Киргизька АРСР була перейменована в Казакську АРСР, була перенесена столиця із Оренбурга в Кзил-Орду, а Оренбурзька губернія в липні 1925 була виділена зі складу Киргизької АРСР і передана у безпосереднє підпорядкування РРФСР.
Кара-Киргизька АО у складі РРФСР (14 жовтня 1924), в травні 1925 перейменована в Киргизьку АО, у лютому 1926 перетворена в Киргизьку АРСР.
Надалі, у процесі соціалістичного будівництва, Казакська АРСР і Киргизька АРСР (у 1936) стали союзними республіками (за Конституцією СРСР 1936 року Казакська Автономна Соціалістична Республіка стала називатися Казахська Радянська Соціалістична Республіка), а Кара-Калпацька АО стала Кара-Калпацькою АРСР (у 1932 р) у складі РРФСР (з 1936 входить до складу Узбецької РСР, у 1964 році перейменована в Каракалпацьку АРСР).

## Ресурси Інтернету
- Аманжолова Дина. Казахская автономия: от замысла националов к самоопределению по-советски (pp. 115−143 Acta Slavica Iaponica, tomus 21, 2004 Hokkaido University) [Архівовано 9 Березня 2017 у Wayback Machine.]
- Ежедневная газета «Советская Сибирь» № 202 (273). Пятница 10 сентября 1920 года. Омск (Декрет об Автономной Киргизской Социалистической Советской республике) [Архівовано 4 Березня 2016 у Wayback Machine.]